# イタチザメ
イタチザメ （鼬鮫、学名：Galeocerdo cuvier）は、 メジロザメ目イタチザメ科 に属するサメ。本種のみでイタチザメ科イタチザメ属 を形成する（単型）。
かつてはメジロザメ科に分類されていたが、メジロザメ科とは形態的な特徴や生物学的特徴に違いが見受けられ、分子生物学の研究においても他のメジロザメ科のサメとは遺伝子的に大きく異なることなどから、イタチザメ科として独立した。極めて大型になるサメで全長5mを超える。

## 名称・方言名
属名 Galeocerdo は、ギリシア語の "γαλεός" (galeós)（サメ）とラテン語の "cerdus"（豚の剛毛）に由来している。英名 Tiger shark（トラのようなサメ） は、若魚に表れるトラのような垂直の縞模様に由来する。また "leopard shark"（Leopard = ヒョウ）、"maneater shark"（人食い鮫）、"spotted shark"とも。ただし、レパード・シャークという名称は、カリフォルニアドチザメ（Triakis semifasciata）やトラフザメ（Stegostoma fasciatum）にも使われる。
日本では標準和名イタチザメ（鼬鮫）の他にサバブカ（鯖鱶）、イッチョー（沖縄県） とも呼ばれる。サバブカの和名は、もともとイタチザメとは異なる同属別種として記載されていた Galeocerdo rayneri に対するものであったが、分類学的には現在 rayneri が cuvier のシノニムとされているため、イタチザメの別名となっているものである。

## 地理的分布・生息環境
地中海など一部の地域を除き、世界中の温帯・熱帯海域に分布する。日本では南は八重山諸島から、北は八丈島 や相模湾 まで報告がある。近年、青森県や秋田県からも記録されている。
イタチザメは沿岸域の視界が悪い濁ったような場所を好む。川の河口や港、ラグーン、サンゴ礁、島の周囲もその生活場所に含まれる。沿岸性が強いが、海洋のさまざまな環境に適応しており、沖合、外洋まで出ることもある。海面付近でよく見られ、波打ち際などの非常に浅い場所にも現れる。イタチザメがどれほどの水深まで生息しているかに関してはよく分かっていないが、少なくとも水深約300mまでは潜行するようである。Clark & Kristof (1990) は、ケイマン島沖水深305mで潜水艇から全長250cmの雌のイタチザメを観察、撮影している。またFishBaseでは、生息水深帯は0–371mとある。

## 形態

### サイズ
メジロザメ目を含め、サメの中で最も大型の部類に入る。成熟すると雄が全長226–290cm、雌が全長250–350cmになり、重量は400kg前後となるが、大きなものは600kg程度にまで成長する。普通のサイズを325–425cm、体重385–635kg以上とする文献もある。最大全長は5.5m以上とされている。。1957年、インドシナ沖で捕獲された巨大な雌は740cm、3110kgと報告されている。未確認だが、全長9.1mという報告もある。

### 外観

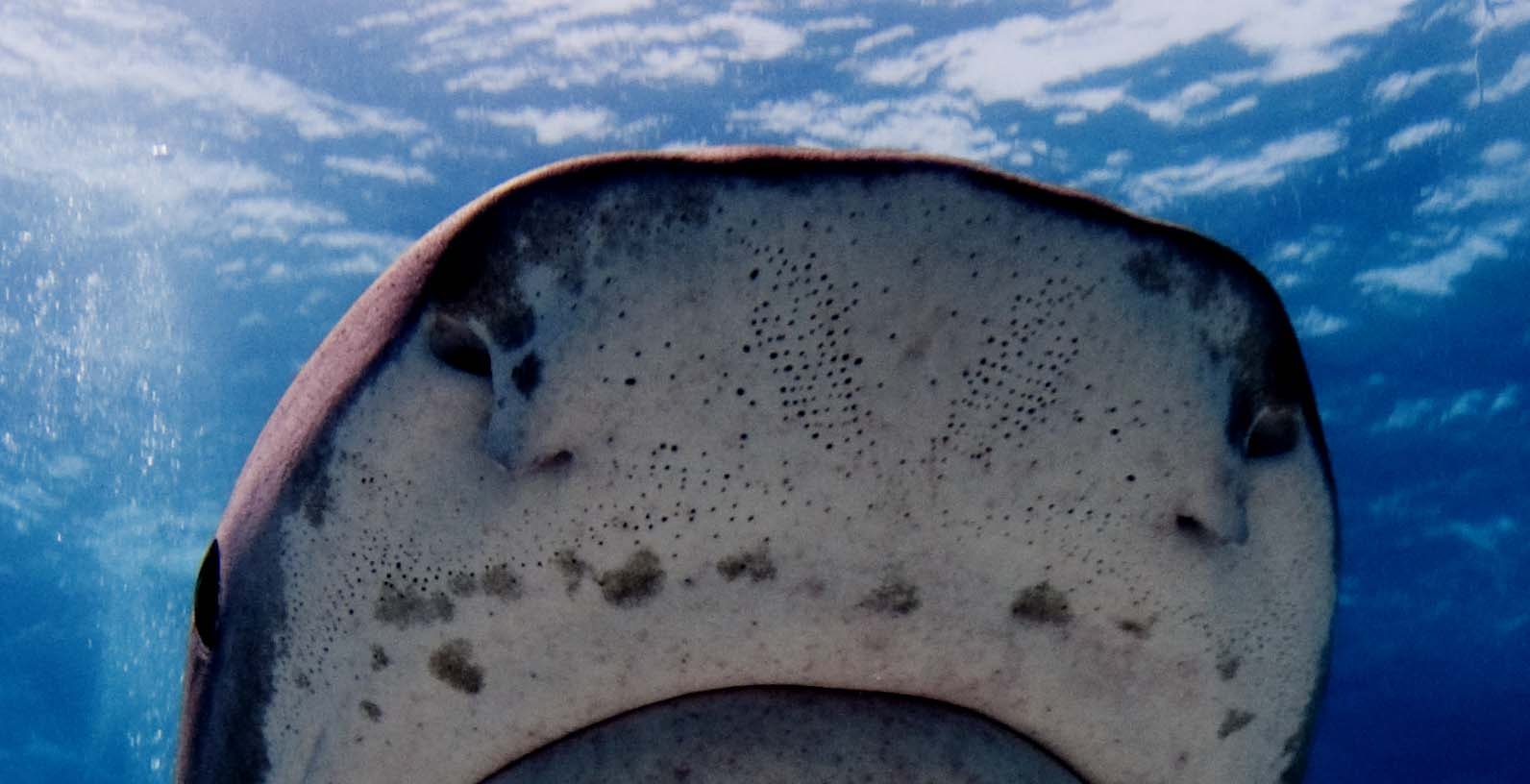
イタチザメの頭部（吻）は扁平で尖らない。腹面に見える多数の小さな黒い点はロレンチーニ器官と呼ばれる電気受容器。

体前半は非常に太く、後半は尾部に向かって細くなる。吻は尖らず、平らで四角い。上顎の唇皺は顕著で長い。背側の体色は灰色や薄い褐色、またオリーブがかっていることもある。腹側は白色である。幼魚では明瞭な黒色斑の豹柄模様があるが、成長するにつれてドットパターンと横縞模様の組み合わせへと変化し色も褪せていき不鮮明となる。成魚では模様は退色し、灰色地になる。背鰭間隆起線、尾柄部隆起線が存在する。
両顎の歯はほぼ同形。全ての歯が口角側に欠刻をもち、ハート型、トサカ型と形容される特徴的な形状である。縁は顕著な鋸歯状。白亜紀に生息していたスクアリコラックスもイタチザメとよく似た歯をもっていた。上顎に18-26本、下顎に18-25本の歯がある。口角に向かうにつれてサイズは小さくなる。獲物に喰らい付いた後、頭を振ることによって歯列が鋸のように肉を切断するので、クジラなどの大きな動物からも肉片を食い切ることができる。

## 生態

### 食性

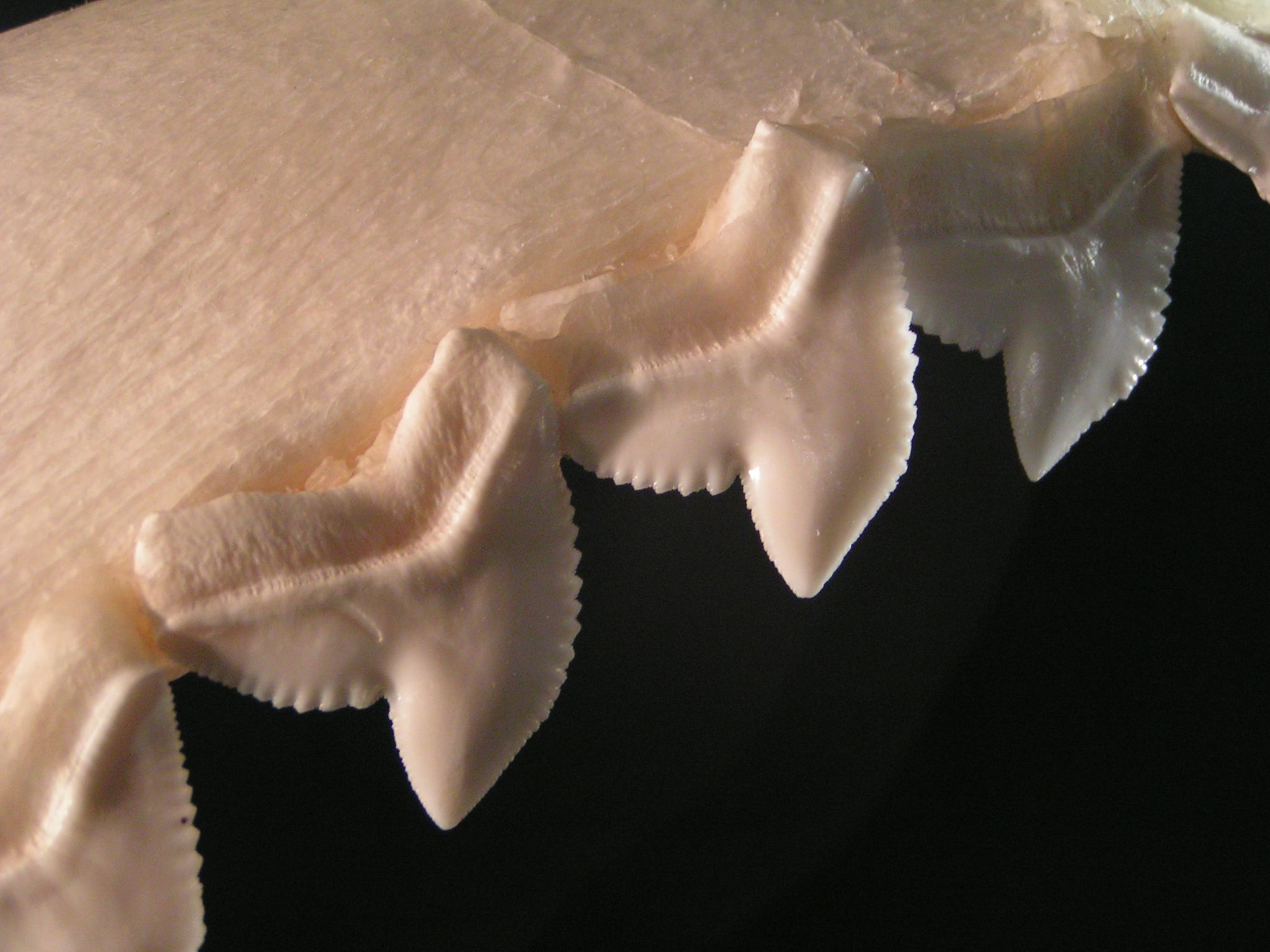
独特な形状のイタチザメの歯は、ウミガメの甲羅を砕くことも可能である。

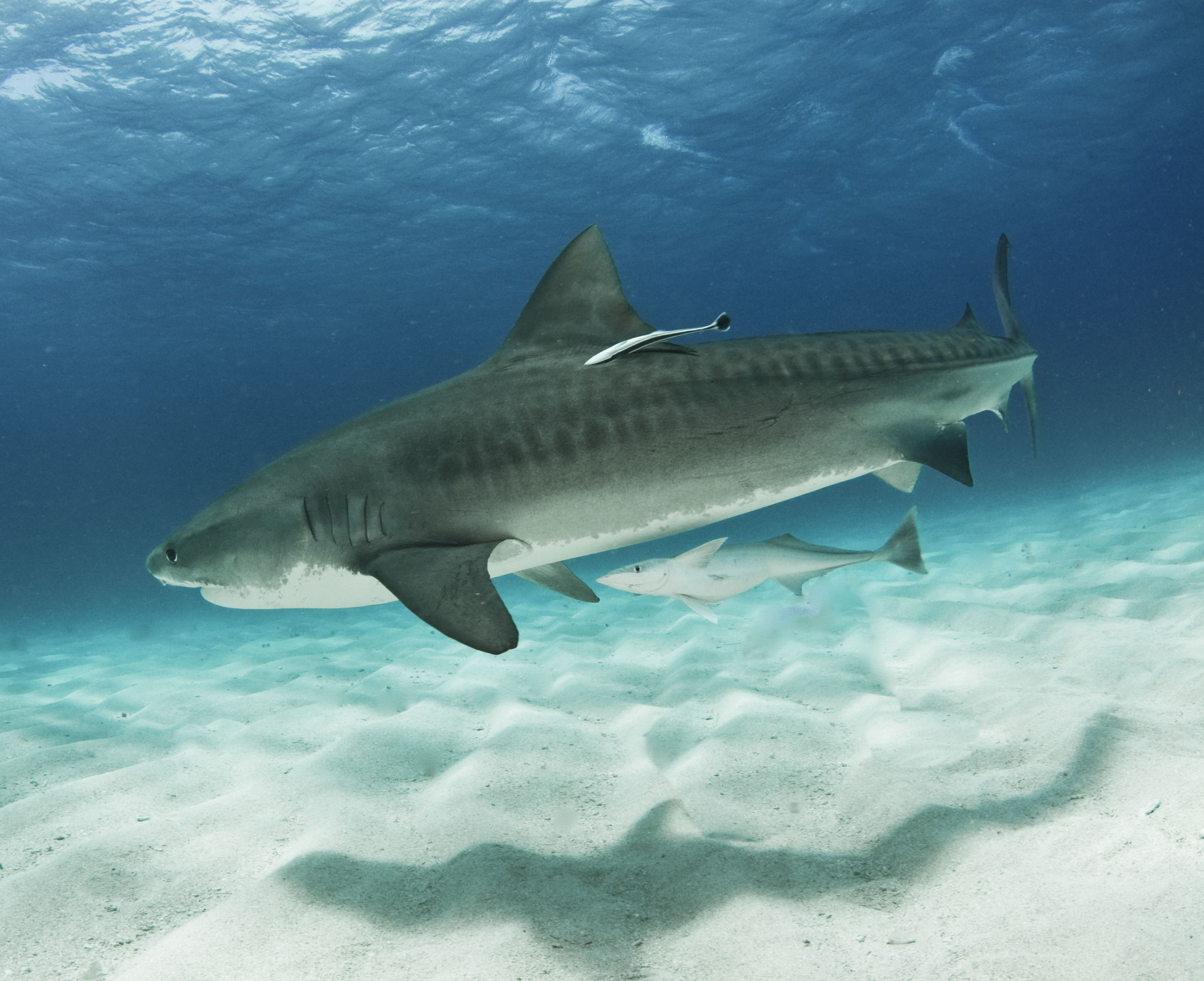
中型のイタチザメ。模様は幼魚が最もはっきりしており、成長に従って色あせる。最後には灰色一色となる。

捕食性・腐食性の両方をもつイタチザメは食べるものを選り好みしない機会選択的捕食者で、おそらくサメの中で最もその傾向が強い種である。Compagno（1984）は、イタチザメがありとあらゆる海洋生物を捕食するだけでなく、死骸や産業廃棄物、プラスチックゴミなど普通食べられないものまで何でも飲み込む様子から、「鰭のついたごみ箱」と称している。
ここでは餌生物種の詳細については論じないが、非常に多種の硬骨魚類、サメ・エイなどの板鰓類（同種のイタチザメを含む）、無脊椎動物が胃の内容物から見つかっている。イタチザメは他のどの種よりも海産爬虫類を捕食し、とくにウミガメを捕食することはよく知られているが、他にウミヘビやイグアナも餌生物に含まれる。鳥類では海鳥や海に落ちた渡り鳥を食べる。哺乳類ではアシカやアザラシ、イルカ、クジラなど海産のものはもとより、陸生のものも胃に収まっていることがある。また後述のように人も捕食対象の例外ではない。このうち海から遠い場所に住む陸生生物に関しては、川から流されてきたか海に投げ捨てられたなど何らかの理由で漂流しているものの死骸を食べているのであろう。同様に内容物にクジラなど自身より大きな生物の一部が見られるのも、死骸を食べていると考えられるが、まれに生体も襲うことも報告されている。2006年にはハワイ沖で、25尾ほどのイタチザメが病気で弱ったザトウクジラを攻撃する様子が観察され、写真にも収められた。
イタチザメの胃からは生物以外に木やサンゴなどの天然由来の物質や、人の活動によって生じた産業廃棄物、例えばビニール袋、プラスチックボトル、缶、金属片、様々なゴミがしばしば見つかることもある。
イタチザメは通常単独で行動し、夜間、海面や岸近くまで寄ってきて活発に餌を探す。群れをつくることもあるが、単に餌を求めて集まっている場合もある。

### 繁殖
非胎盤形成型胎生種である。胎仔は胎盤を介して母親から栄養を受け取るのではなく自身の卵黄を消費する方式であるが、それに加えて母体から子宮ミルクを分泌するとも考えられている。近縁のメジロザメ科やシュモクザメ科のサメは胎盤形成型であることから、イタチザメが原始的であるのか、もともと胎盤形成型だったものが二次的に胎盤を失ったのかは分からないが、メジロザメ科やイタチザメ科と姉妹群にあたるヒレトガリザメ科は胎盤形成型であることを考えると、後者の説が支持されるようである。
妊娠期間は14-16ヶ月。サメとしては多産で、産仔数は10-82尾、平均的には30-35尾である。北半球では、交尾期間は3月から5月の間で、翌年の4月から6月までの間に出産する。交尾は出産直前の雌も行うため、繁殖周期は2年と考えられる(2年に1度出産する)。南半球では出産は夏季の11月-1月の間に行われる。出生時は全長51–90cm。寿命は45-50年と推定される。
飼育下では、2017年3月23日に沖縄美ら海水族館で飼育されていた雌が水槽内で27匹の仔を産んだ。日本国内で初、世界でも初とみられている。

## 人との関わり

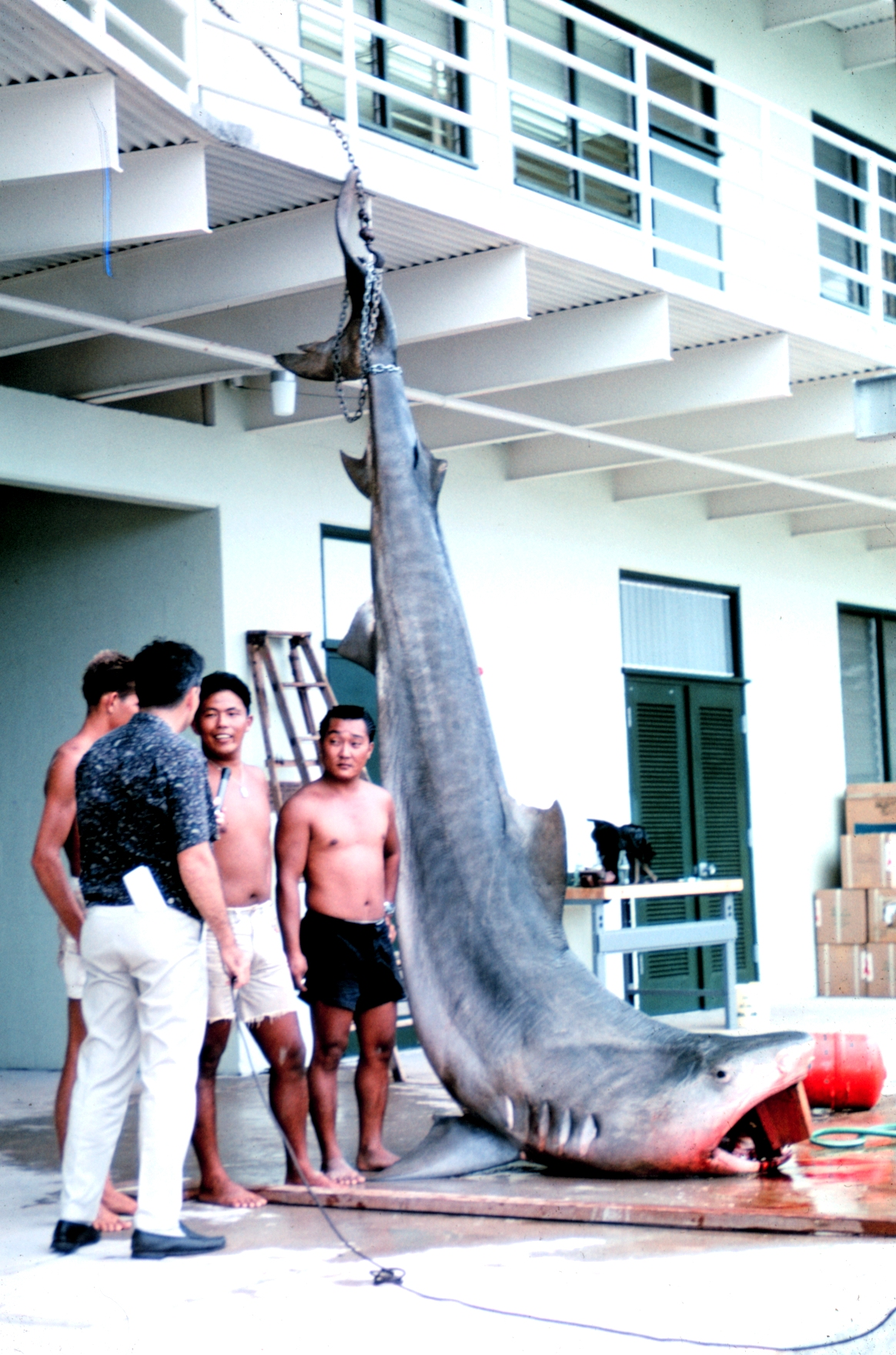
カネオヘ湾（ハワイ）で捕らえられた約4.3m、体重544kgのイタチザメ。

### 水産・漁業
イタチザメは対象・混獲を問わず、世界中で漁獲されている。肉や鰭、肝油、皮、軟骨が主な利用部位である。肉質はあまり上等ではないが、生、冷凍、乾物、塩蔵、燻製などの形で消費される。一方、鰭、皮、肝油は上等とされ、高値で取引される。とくに鰭はフカヒレに加工され高値となるため、鰭を目的とした漁獲圧を高める原因になることもある。カジキやマグロの延縄で混獲される。大型個体は延縄にかかった魚をしばしば食害するため、駆除の対象に挙げられる地域もある。
商業目的の他、スポーツ・フィッシングの対象になる。国際ゲームフィッシュ協会（IGFA）の記録では2004年にオーストラリアで釣り上げられた810kgのイタチザメが最大である。

### 危険性
イタチザメは非常に危険なサメのひとつで、ホホジロザメ（Carcharodon carcharias）に次いで人や船の被害が多い。特に熱帯地方では最も危険なサメとされる。いわゆる「人喰いザメ」のひとつ。沖縄やオーストラリア、ハワイでは被害が顕著である。その性格は好奇心旺盛で攻撃的であり、人にも近づいてくる。イタチザメが危険な理由は、あらゆる生物を捕食することに加え、普通餌にしないものでも躊躇せずに食べる習性にあると言える。
水中でイタチザメに遭遇した場合、必ずしも攻撃を受けるとは限らないが、最大限の注意を払わなければならない。血の臭いのする餌でサメをおびき寄せる（銛で突いた魚を持っていた場合も含む）、サメに触れるなどして人がサメの攻撃を誘発した場合に限らず、何もしていなくても攻撃される場合があり、そのうち少なからず死亡した例もある。
- 2012年3月に日本の鹿児島県奄美大島沖で起きた延縄漁船・春日丸転覆事故では、乗員2人がサメに襲われ、鋭利な刃物で切られたような傷を負い、筋肉と骨の一部がそぎ取られている。乗員らを襲ったのはイタチザメの可能性が高いと言われている。乗員の証言では、両脚をかまれながらも、体長約1メートルのサメ2匹と格闘し、両腕で締め付けるなどして殺したという[19]。

- 2017年、中米コスタリカでダイビングをしていた、米国人観光客の49歳の女性が、メスと見られるイタチザメに襲われて死亡[20]。

- 2023年6月8日、エジプト東部のリゾート地ハルガダのビーチで紅海を遊泳していたエジプト在住の23歳のロシア人が、イタチザメに襲われて死亡。このイタチザメは捕獲された。なお、エジプトの紅海では、2018年、2020年、2022年にも人がサメに襲われている[21][22]。

### 駆除
主にクイーンズランドやハワイなどの熱帯地方では、しばしば人を襲う危険なサメであること、漁業被害を与えるなどの理由から駆除が行われる。駆除は網目の大きな刺し網や延縄が使用される。八重山列島近海では一本釣り漁への漁業被害を抑える目的で地元の八重山漁業協同組合が7月-9月ごろにイタチザメなどサメの駆除を実施しており、2006年からは離島漁業再生交付金を活用した事業として石垣島近海で駆除が行われている。駆除活動がイタチザメの生息数に及ぼす影響については、効果が見られないとする報告もあるが、駆除後の2-3ヶ月は漁獲高が確保されるという声もある。石垣島で駆除されたイタチザメは焼却処分されており利用されていない。

### 飼育
日本では、アクアワールド・大洗でのみ唯一飼育されている。過去には沖縄美ら海水族館や葛西臨海水族園、鳥羽水族館、海遊館などでも飼育されていた。